# Coppa del Brasile 2016 (pallavolo maschile)
La Coppa del Brasile 2016 si è svolta dal 6 al 23 gennaio 2016: alla competizione hanno preso parte 10 squadre di club brasiliane e la vittoria finale è andata per la seconda volta al Sada.

## Regolamento

### Formula
Le squadre hanno disputato primo turno, dal quale sono esonerate le prime tre teste di serie, e quarti di finale in gara unica, accoppiate col metodo della serpentina e in casa delle tre formazioni meglio classificate al termine del girone di andata di Superliga Série A 2015-16; le formazioni vincenti hanno poi disputato una final-4, dove si è unita la formazione organizzatrice dell'evento, con semifinali e finale in gara unica.
Nel caso la squadra organizzatrice risulti tra le prime nove classificate al termine del girone di andata di Superliga Série A 2015-16, la sua posizione viene occupata dalla prima formazione esclusa, ossia la decima classificata.

### Criteri di classifica
Se il risultato finale è stato di 3-0 o 3-1 sono stati assegnati 3 punti alla squadra vincente e 0 a quella sconfitta, se il risultato finale è stato di 3-2 sono stati assegnati 2 punti alla squadra vincente e 1 a quella sconfitta.
Per determinare la classifica dall'8ª alla 10ª posizione, si tiene conto del numero di punti ottenuto rispettivamente dalle tre formazioni eliminate nel primo turno; per determinare la classifica dalla 5ª alla 7ª posizione, si tiene conto del numero di punti ottenuti rispettivamente dalle tre formazioni eliminate nei quarti di finale e nel primo turno; per determinare la classifica dalla 3ª alla 4ª posizione, si tiene conto del numero di punti ottenuti rispettivamente dalle due formazioni eliminate nelle semifinali e nei quarti di finale. In caso di parità, l'ordine del posizionamento in classifica è stato definito in base all'indice tecnico, i cui criteri sono:
- Punti;
- Ratio dei set vinti/persi;
- Ratio dei punti realizzati/subiti.
- Scontro diretto;
- Sorteggio[1].

In caso di walkover, la formazione qualificata al turno successivo è considerata vincitrice per 3-0 (25-0, 25-0, 25-0).

## Squadre partecipanti
| Squadra         | Qualificazione                                       |
| --------------- | ---------------------------------------------------- |
| APAV            | 7ª al girone di andata di Superliga Série A 2015-16  |
| Bento Gonçalves | 8ª al girone di andata di Superliga Série A 2015-16  |
| BVC             | Squadra organizzatrice                               |
| Escola do Corpo | 10ª al girone di andata di Superliga Série A 2015-16 |
| Funvic          | 2ª al girone di andata di Superliga Série A 2015-16  |
| Mão de Pilão    | 9ª al girone di andata di Superliga Série A 2015-16  |
| Minas           | 5ª al girone di andata di Superliga Série A 2015-16  |
| Montes Claros   | 6ª al girone di andata di Superliga Série A 2015-16  |
| Sada            | 1ª al girone di andata di Superliga Série A 2015-16  |
| Sesi            | 3ª al girone di andata di Superliga Série A 2015-16  |

## Torneo

### Tabellone
|  | Primo turno | Primo turno     | Primo turno |  |  | Quarti di finale | Quarti di finale | Quarti di finale |  |   | Semifinali | Semifinali   | Semifinali |  |   | Finale | Finale | Finale |
|  |             |                 |             |  |  |                  |                  |                  |  |   |            |              |            |  |   |        |        |        |
|  |             |                 |             |  |  |                  |                  |                  |  |   | H          | BVC          | 3          |  |   |        |        |        |
|  |             |                 |             |  |  |                  |                  |                  |  |   | H          | BVC          | 3          |  |   |        |        |        |
|  |             |                 |             |  |  |                  |                  |                  |  |   | 8          | Mão de Pilão | 1          |  |   |        |        |        |
|  |             |                 |             |  |  |                  |                  |                  |  |   | 8          | Mão de Pilão | 1          |  |   |        |        |        |
|  |             |                 |             |  |  | 2                | Funvic           | 0                |  |   |            |              |            |  |   |        |        |        |
|  |             |                 |             |  |  |                  |                  |                  |  |   |            |              |            |  |   |        |        |        |
|  | 5           | Montes Claros   | 2           |  |  | 8                | Mão de Pilão     | 3                |  |   |            |              |            |  |   |        |        |        |
|  | 5           | Montes Claros   | 2           |  |  |                  |                  |                  |  |   |            |              |            |  |   |        |        |        |
|  | 8           | Mão de Pilão    | 3           |  |  |                  |                  |                  |  |   |            |              |            |  | H | BVC    | 1      |        |
|  | 8           | Mão de Pilão    | 3           |  |  |                  |                  |                  |  |   |            |              |            |  | H | BVC    | 1      |        |
|  |             |                 |             |  |  |                  |                  |                  |  |   |            |              |            |  |   | 1      | Sada   | 3      |
|  |             |                 |             |  |  |                  |                  |                  |  |   |            |              |            |  |   | 1      | Sada   | 3      |
|  |             |                 |             |  |  | 1                | Sada             | 3                |  |   |            |              |            |  |   |        |        |        |
|  |             |                 |             |  |  | 1                | Sada             | 3                |  |   |            |              |            |  |   |        |        |        |
|  | 6           | APAV            | 3           |  |  | 6                | APAV             | 0                |  |   |            |              |            |  |   |        |        |        |
|  | 6           | APAV            | 3           |  |  |                  |                  | 0                |  |   |            |              |            |  |   |        |        |        |
|  | 7           | Bento Gonçalves | 2           |  |  |                  |                  |                  |  | 1 | Sada       | 3            |            |  |   |        |        |        |
|  | 7           | Bento Gonçalves | 2           |  |  |                  |                  |                  |  | 1 | Sada       | 3            |            |  |   |        |        |        |
|  |             |                 |             |  |  |                  |                  |                  |  |   | 3          | Sesi         | 2          |  |   |        |        |        |
|  |             |                 |             |  |  |                  |                  |                  |  |   | 3          | Sesi         | 2          |  |   |        |        |        |
|  |             |                 |             |  |  | 3                | Sesi             | 3                |  |   |            |              |            |  |   |        |        |        |
|  |             |                 |             |  |  | 3                | Sesi             | 3                |  |   |            |              |            |  |   |        |        |        |
|  | 4           | Minas           | 0           |  |  | 9                | Escola do Corpo  | 0                |  |   |            |              |            |  |   |        |        |        |
|  | 4           | Minas           | 0           |  |  | 9                | Escola do Corpo  | 0                |  |   |            |              |            |  |   |        |        |        |
|  | 9           | Escola do Corpo | 3           |  |  |                  |                  |                  |  |   |            |              |            |  |   |        |        |        |
|  | 9           | Escola do Corpo | 3           |  |  |                  |                  |                  |  |   |            |              |            |  |   |        |        |        |

### Risultati

#### Primo turno
| 6 gennaio 2016 Ginásio Poliesportivo La Salle, Canoas Durata: ? - Spettatori: ?     | APAV          | 3 - 2 | Bento Gonçalves | 24-26, 15-25, 25-21, 27-25, 15-12 |
| 6 gennaio 2016 Ginásio Tancredo Neves, Montes Claros Durata: ? - Spettatori: ?      | Montes Claros | 2 - 3 | Mão de Pilão    | 23-25, 25-20, 25-23, 26-28, 13-15 |
| 6 gennaio 2016 Arena Juscelino Kubitschek, Belo Horizonte Durata: ? - Spettatori: ? | Minas         | 0 - 3 | Escola do Corpo | 20-25, 20-25, 21-25               |

#### Quarti di finale
| 13 gennaio 2016 Ginásio do Riacho, Contagem Durata: ? - Spettatori: ?           | Sada   | 3 - 0 | APAV            | 25-18, 25-15, 25-14 |
| 13 gennaio 2016 Ginásio do Abaeté, Taubaté Durata: ? - Spettatori: ?            | Funvic | 0 - 3 | Mão de Pilão    | 23-25, 22-25, 23-25 |
| 13 gennaio 2016 Ginásio da Vila Leopoldina, San Paolo Durata: ? - Spettatori: ? | Sesi   | 3 - 0 | Escola do Corpo | 25-22, 25-18, 25-21 |

#### Semifinali
| 21 gennaio 2016 Ginásio do Taquaral, Campinas Durata: ? - Spettatori: ? | Sada         | 3 - 2 | Sesi | 25-22, 25-18, 21-25, 26-28, 15-12 |
| 21 gennaio 2016 Ginásio do Taquaral, Campinas Durata: ? - Spettatori: ? | Mão de Pilão | 1 - 3 | BVC  | 21-25, 22-25, 25-22, 22-25        |

#### Finale
| 23 gennaio 2016 Ginásio do Taquaral, Campinas Durata: ? - Spettatori: ? | Sada | 3 - 1 | BVC | 24-26, 25-16, 25-21, 25-20 |

## Classifica finale
| Pos | Squadre         |
| --- | --------------- |
| 1   | Sada            |
| 2   | BVC             |
| 3   | Sesi            |
| 4   | Mão de Pilão    |
| 5   | Escola do Corpo |
| 6   | APAV            |
| 7   | Funvic          |
| 8   | Montes Claros   |
| 9   | Bento Gonçalves |
| 10  | Minas           |